# Zelandotipula novarae
Zelandotipula novarae is een tweevleugelige uit de familie langpootmuggen (Tipulidae). De soort komt voor in het Australaziatisch gebied.